# استان مادبا
.استان مادَبا (به عربی:  محافظة مادبا) نام استانی در پادشاهی اردن، به مرکزیت شهر مادَبا است و در ۳۰ کیلومتری جنوب پایتخت آن، اردن واقع شده‌است. حدود این استان به کرانهٔ دریای مرده منتهی می‌شود. جمعیت مادبا بر اساس آمار ۲۰۱۷، حدود ۲۰۰٬۰۰۰ هزار نفر برآورد شده‌است. بیشتر ساکنان این استان از عشایر صحرانشین هستند.
کوه نبو در ناحیهٔ شمالی استان در منطقهٔ گسترده و حاصلخیز کشاورزی این استان قرار گرفته‌است.

## معماری
در این استان بناهای تاریخی متعددی به چشم می‌خورد، از مهم‌ترین بناهای مشهور و تاریخی کلیسای خارطه یا جرج مقدس (ارتودوکس رومی) و کلیسای رسل می‌توان نام برد.

## تصاویر

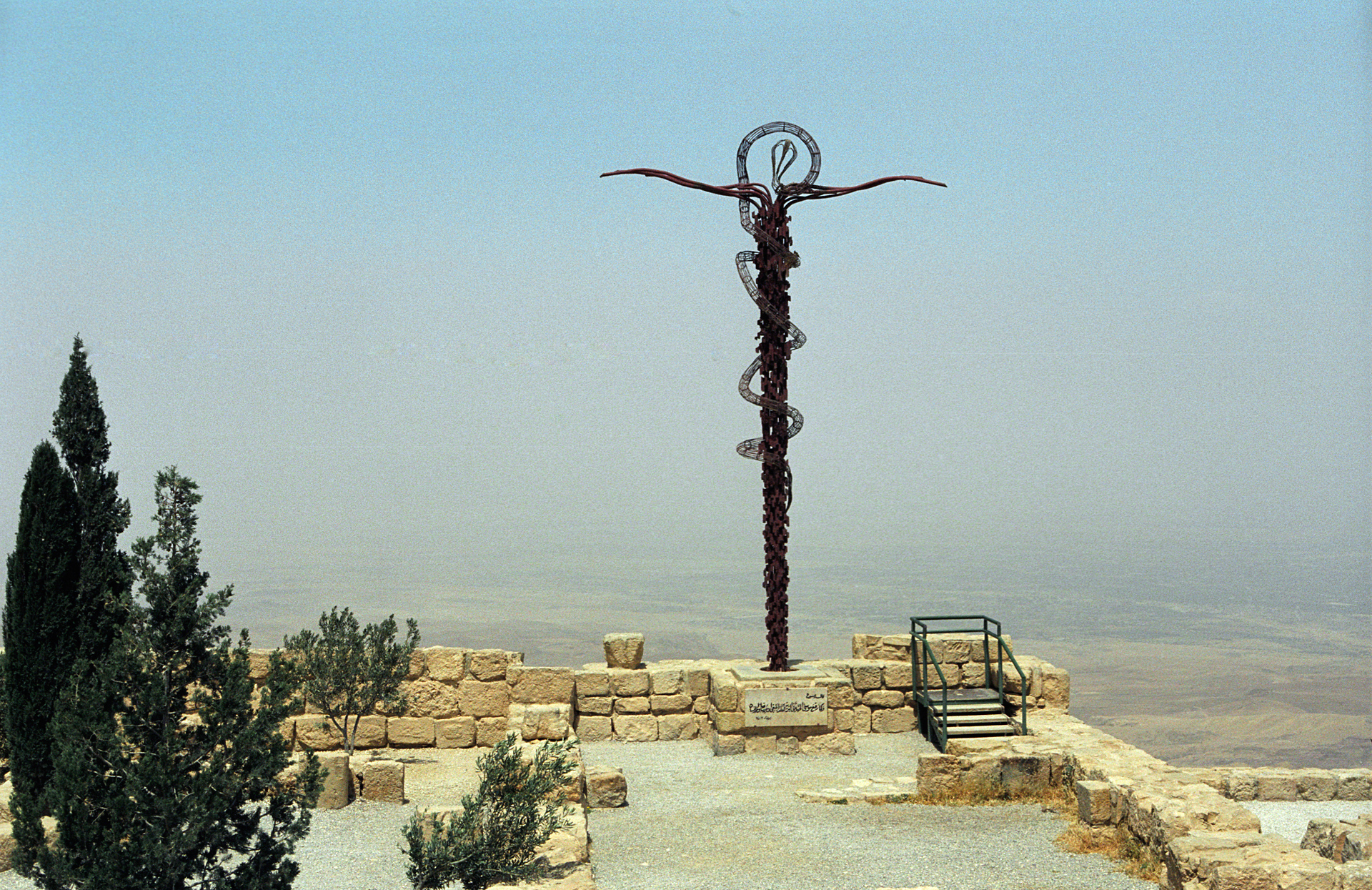
مار برنجی بر فراز کوه نبو
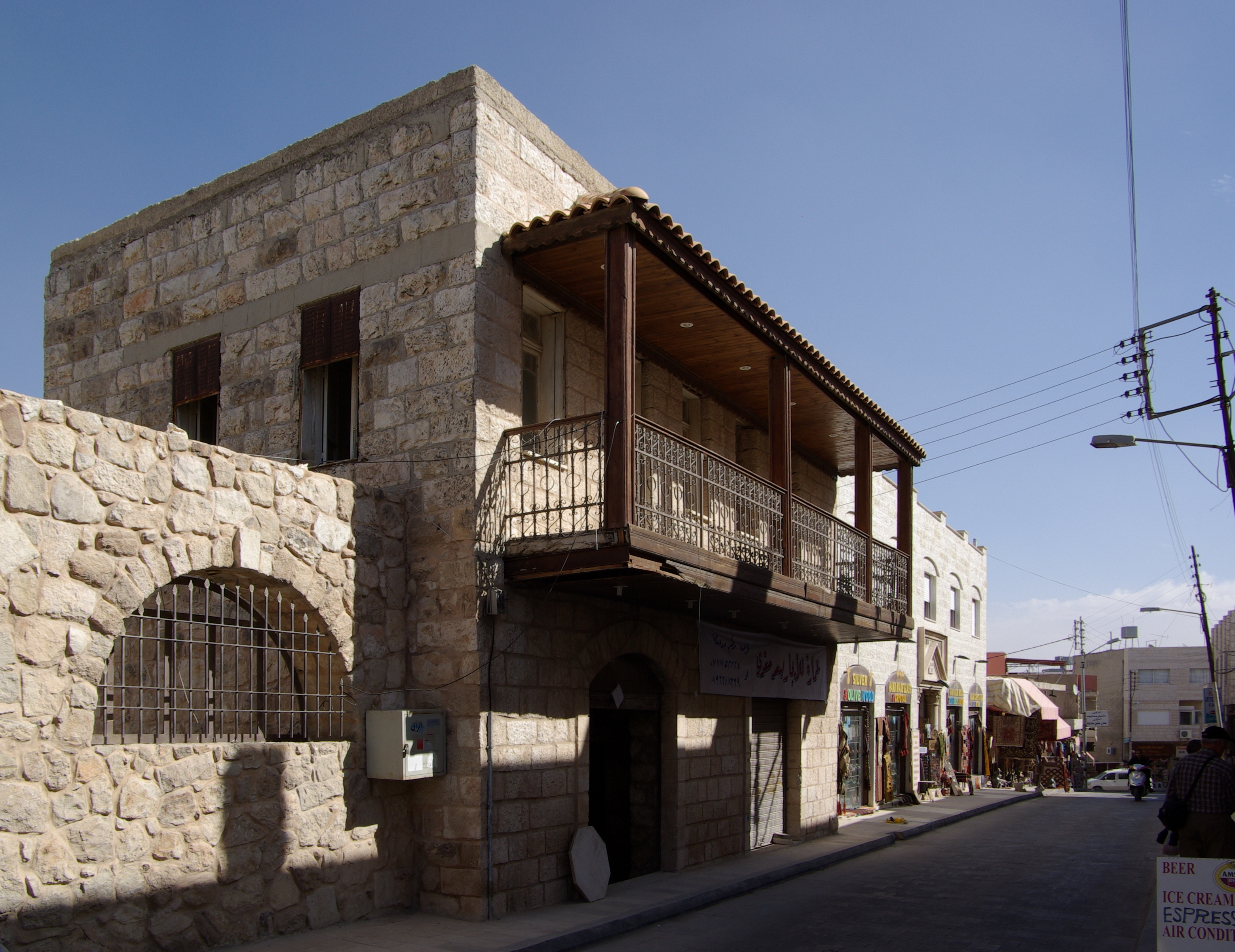
منطقهٔ تاریخی در مادبا
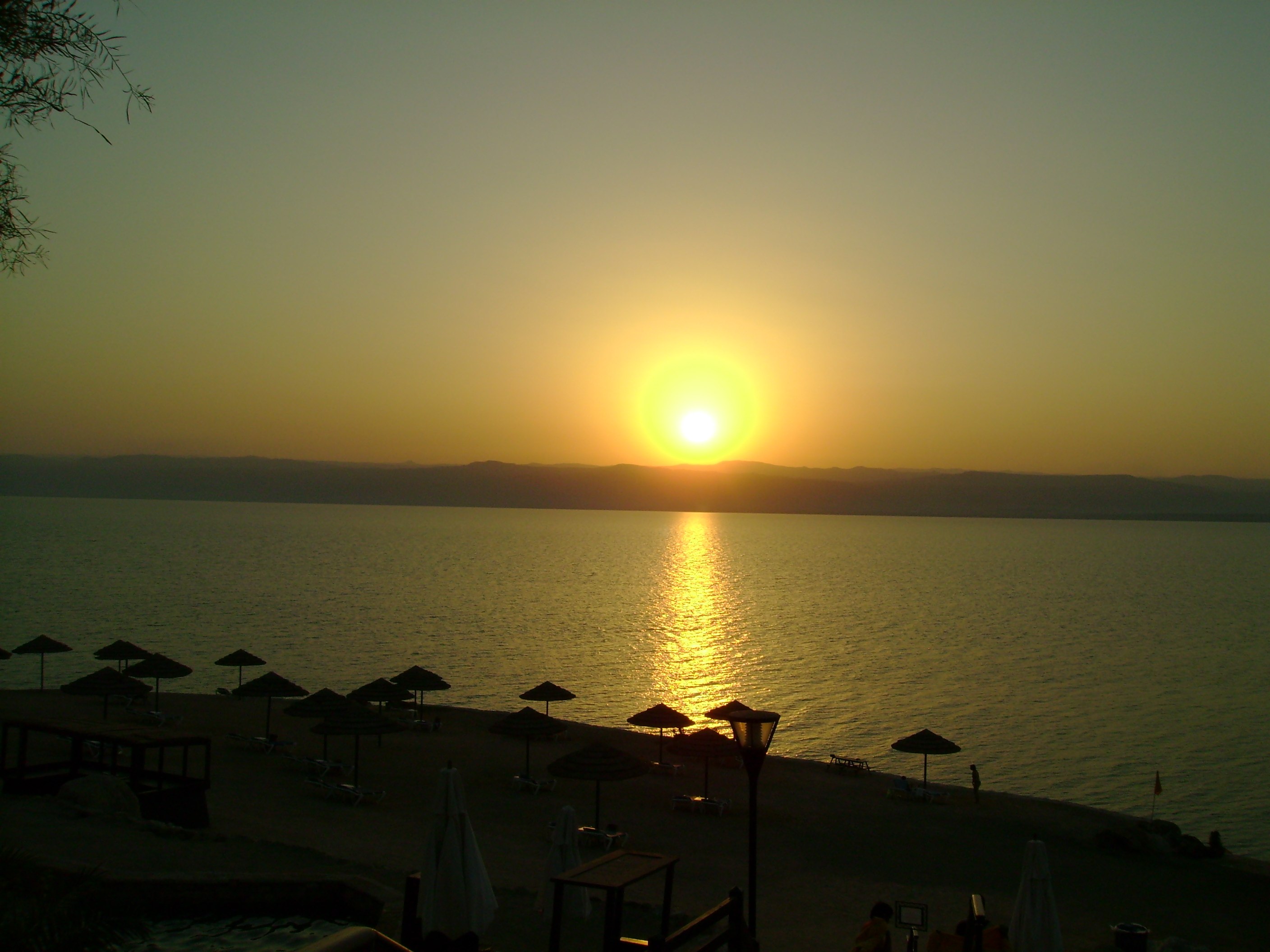
ساحل دریای مرده در مادبا